# プエルト・カベヨの海戦
プエルト・カベヨの海戦（プエルト・カベヨのかいせん、英語: Battle of Puerto Cabello）はジェンキンスの耳の戦争中の1743年4月27日、イギリス海軍によるスペイン植民地の港への攻撃。すでに敗北続きであったイギリス海軍はまたしても敗れた。

## 背景
サー・チャールズ・ノウルズ大尉率いるイギリス海軍は1743年3月2日のラ・グアイラの海戦でスペインに敗れた。ラ・グアイラは何ら影響を受けず、カラカスの港でギプスコアナ会社の貨物輸送の中心であり続けた。当時のイギリス海軍本部はおそらく1739年にラ・グアイラを襲撃した船からの報告に基づき、ラ・グアイラの守備が貧弱であると考えた。
ノウルズは新しい目標であるプエルト・カベヨへの襲撃を準備した。プエルト・カベヨはギプスコアナ会社のカリーニング用の港であり、その船は戦争中にスペイン海軍が本国から兵隊、武器、補給、弾薬を植民地に輸送するのに大いに役に立った。もしプエルト・カベヨを破壊できた場合、ギプスコアナ会社とスペインにとって大打撃となる。
ノウルズの艦隊は70門3等艦サフォーク、70門3等艦バーフォード、50門4等艦ノリッチ、50門4等艦アシスタンス、40門5等艦エルタム（Eltham）、24門6等艦スカーバラ、20門6等艦リヴリー、14門スループのオッター、8門臼砲艦コメットの9隻だった。

## 戦闘

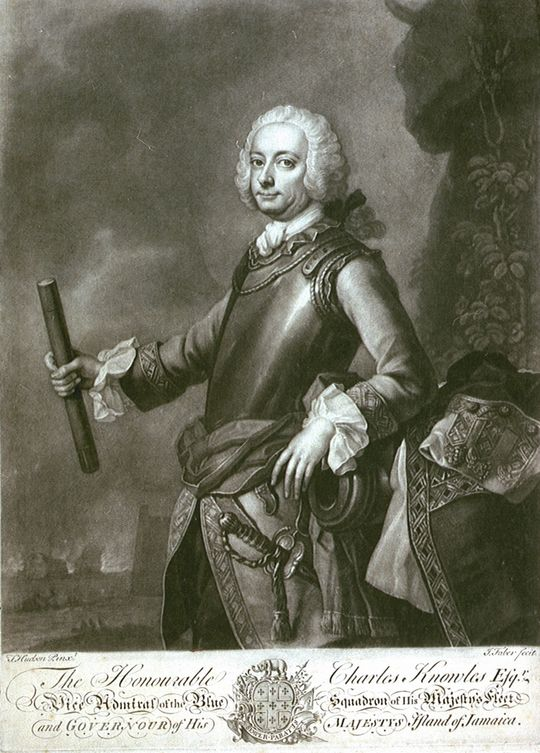
チャールズ・ノウルズの肖像画

ノウルズ率いるイギリス艦隊がラ・グアイラから出発してスペイン領ボルブラータ港から北東4マイルのところに到着すると、ノウルズはまず臼砲艦のコメットに内港に向かわせて、続いてプエルト・カベヨへの強襲を準備した。同じころにはスペイン軍がオッター艦に気づいて警戒した。翌日、ノリッチ、エルタム、リヴリーが移動してスペイン側の小さな砲台2門を砲撃した。この攻撃の目的は砲台の守備軍を弱らせて、続いて大軍を夜に紛れて上陸させて外れにある前哨地を占領、砲台を港の主な要塞であるサン・フェリペ城に向けることにあった。
ノウルズの行動ははじめ効果を上げた。ノリッチら3隻は午後7時まで砲台を砲撃、続いてルーカス少佐（Lucas）率いる1,100から1,200人が午後10時半にスペイン軍に気づかれずに上陸した。しかし、上陸軍は小さな砲2門とぶどう弾を有していたスペイン軍40人に遭遇、イギリス艦まで潰走した。翌28日、ノリッチら3隻は砲撃を再開したが効果がなかった。5月2日、カラカス総督ガブリエル・ホセ・デ・スロアガ・モユアは増援の正規軍3個中隊と民兵300から400人を連れて到着した。しかしスロアガはその翌日にはプンタ・ブラバ砲台（Punta Brava）の視察中にイギリスの砲撃で足を負傷した。
弾薬と補給が少なくなったため、ノウルズは5月4日に総攻撃を行おうとした。しかしイギリス艦隊が攻撃に移る前に風が午後1時にやんだため攻撃は翌5日に延期された。午前11時、ノウルズは艦隊に錨を回収するよう命じたため、スペイン軍は攻撃に気づいて準備を行った。攻撃の計画ではアシスタンス、バーフォード、サフォーク、ノリッチがサン・フェリペ城を砲撃する一方、スカーバラ、リヴリー、エルタムは北の方にある砲台を攻撃するとした。
戦闘は午後1時に開始した。午後4時、風が吹き始めたためスロアガはイギリス艦隊が港を強襲すると予想、閉塞船を港の入り口に自沈させた。港の入り口が閉塞されると、ノウルズは2時間半後に撤退を命じたが、風がやんでしまって撤退ができず、甚大な損害を受けながらようやくスペイン砲台の射程外まで出たのは夜9時のことであった。

## その後
以前の襲撃の試みで100人を失い、プエルト・カベヨでの襲撃で再び100人を失ったことで、ノウルズは5月7日の朝に損傷が最も激しい船にボルブラータの小島へ向かうよう命じ、一方唯一残った臼砲艦でプエルト・カベヨの内港への砲撃を続けた。やがてノウルズはスロアガに捕虜交換を提案、スロアガは渋りつつも給水を承諾、その後ノウルズの船隊は2隊に分けてそれぞれ11日と13日にジャマイカに向けて出発した。